# Citroën Ami
Citroën Ami je malý automobil, vyráběný v letech 1961–1978 francouzskou automobilkou Citroën. Designerem vozu byl Flaminio Bertoni (stejně jako DS i 2CV). V roce 1966 bylo Ami 6 nejprodávanějším vozem na francouzském trhu.

## Historie
Citroën Ami (označován byl také „3CV“ podle francouzského daňového systému) vznikl na upravených základech venkovského modelu Citroën 2CV pro rozšíření nabídky, kterou měla značka až do uvedení levnějšího provedení luxusního Citroënu DS – vozu vyšší střední třídy ID 19, dlouho omezenou.

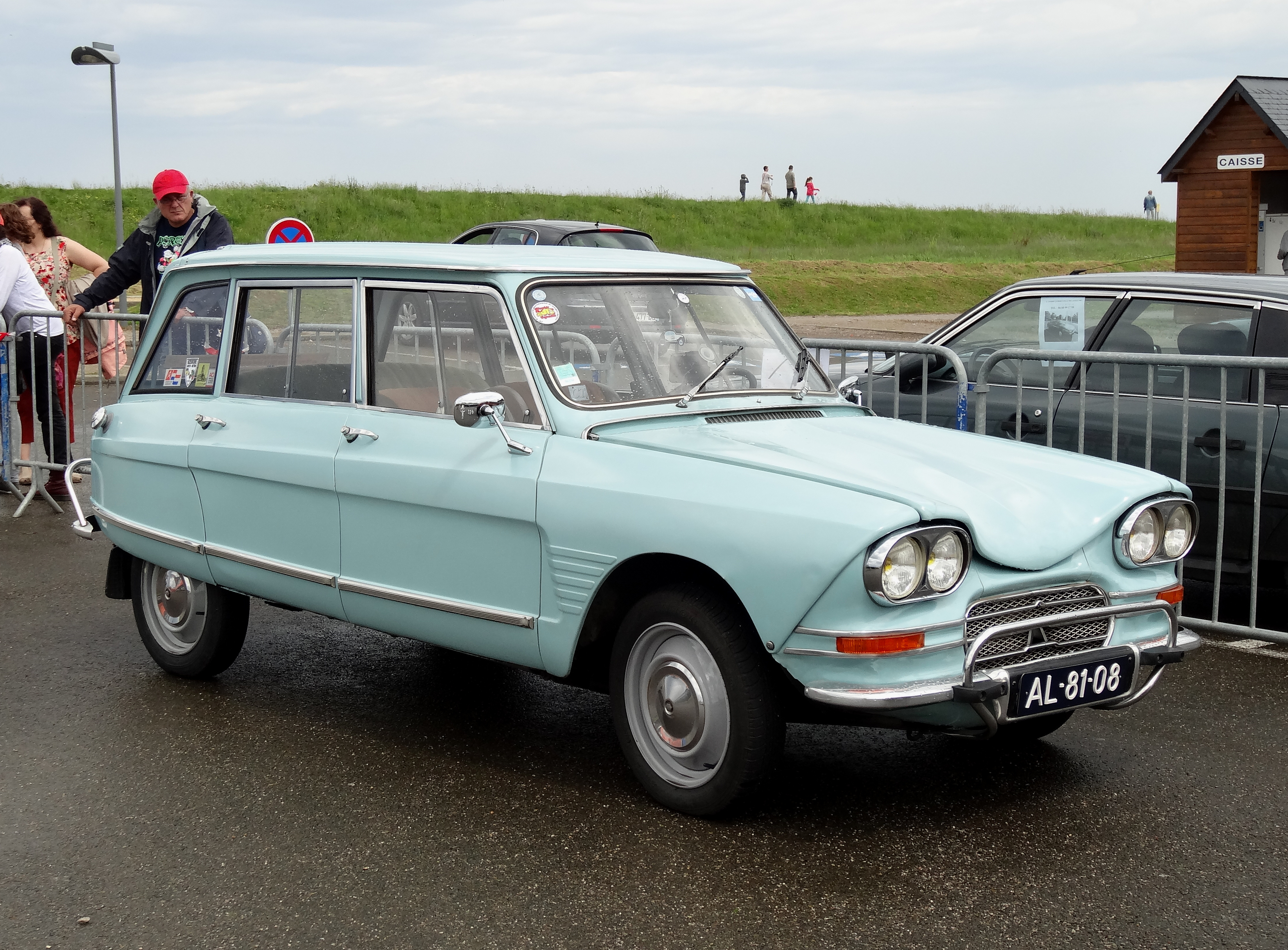
Citroën Ami 6 Break

Potřeba konkurovat zejména modernímu vozu Renault Dauphine vedla ke konstrukci sedanu Ami 6 s okamžik módním negativně skloněným zadním oknem. Vyráběl se od roku 1961, uvedení levnějšího všestrannějšího Renaultu 4 později téhož roku mu neprospělo. Poháněn byl vzduchem chlazeným dvouválcem zdvihového objemu 602 cm3, který později obdržel i 2CV. Měl průměrnou spotřebu 6,3 l/100 km a maximální rychlost 105 km/hod.

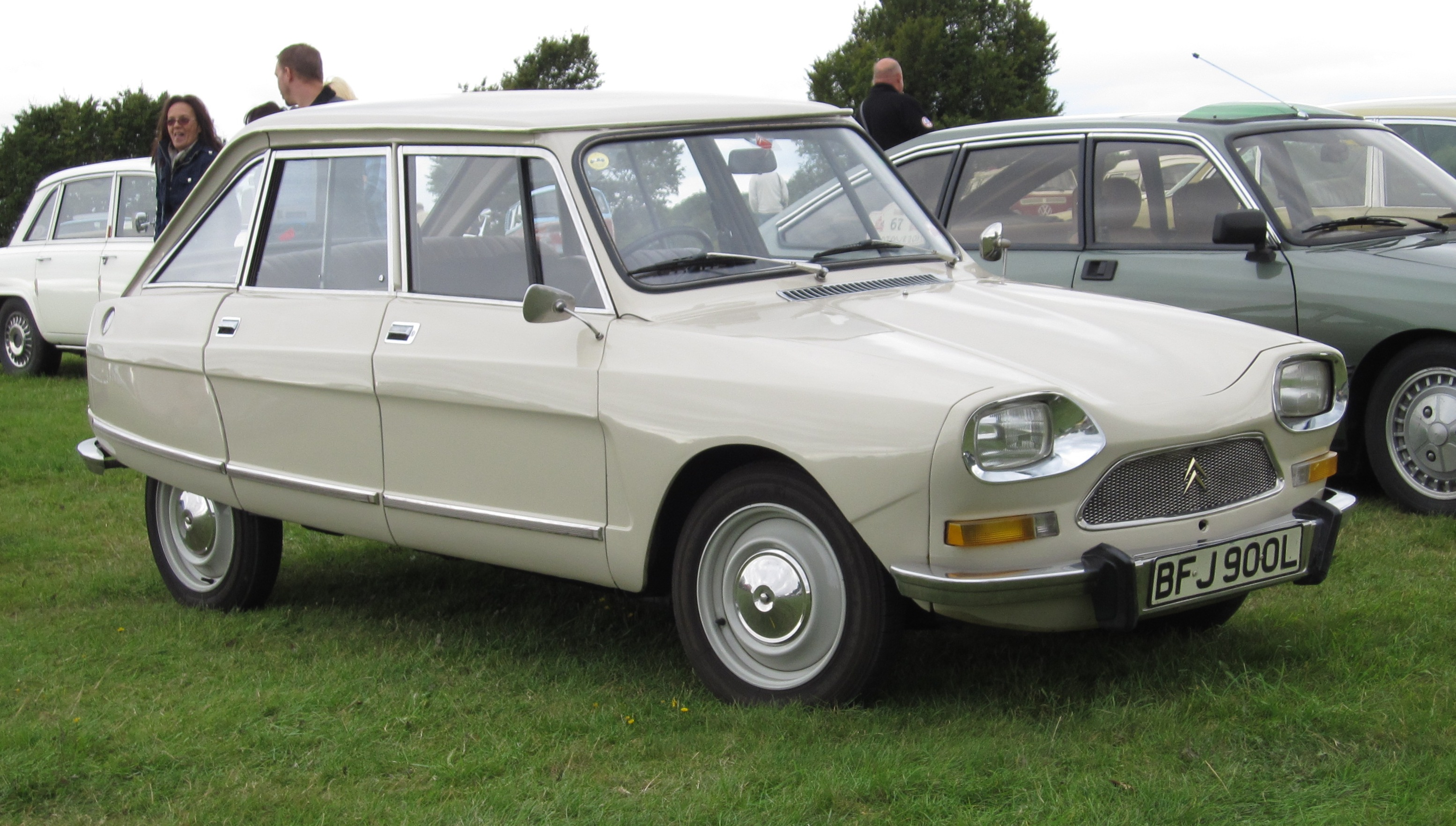
Citroën Ami 8

V září 1964 rozšířilo nabídku účelné prostorné kombi označované Break, které výrazně zvýšilo výrobu – připadala na ně drtivá většina prodejů. V roce 1969 byla ukončena výroba sedanů.

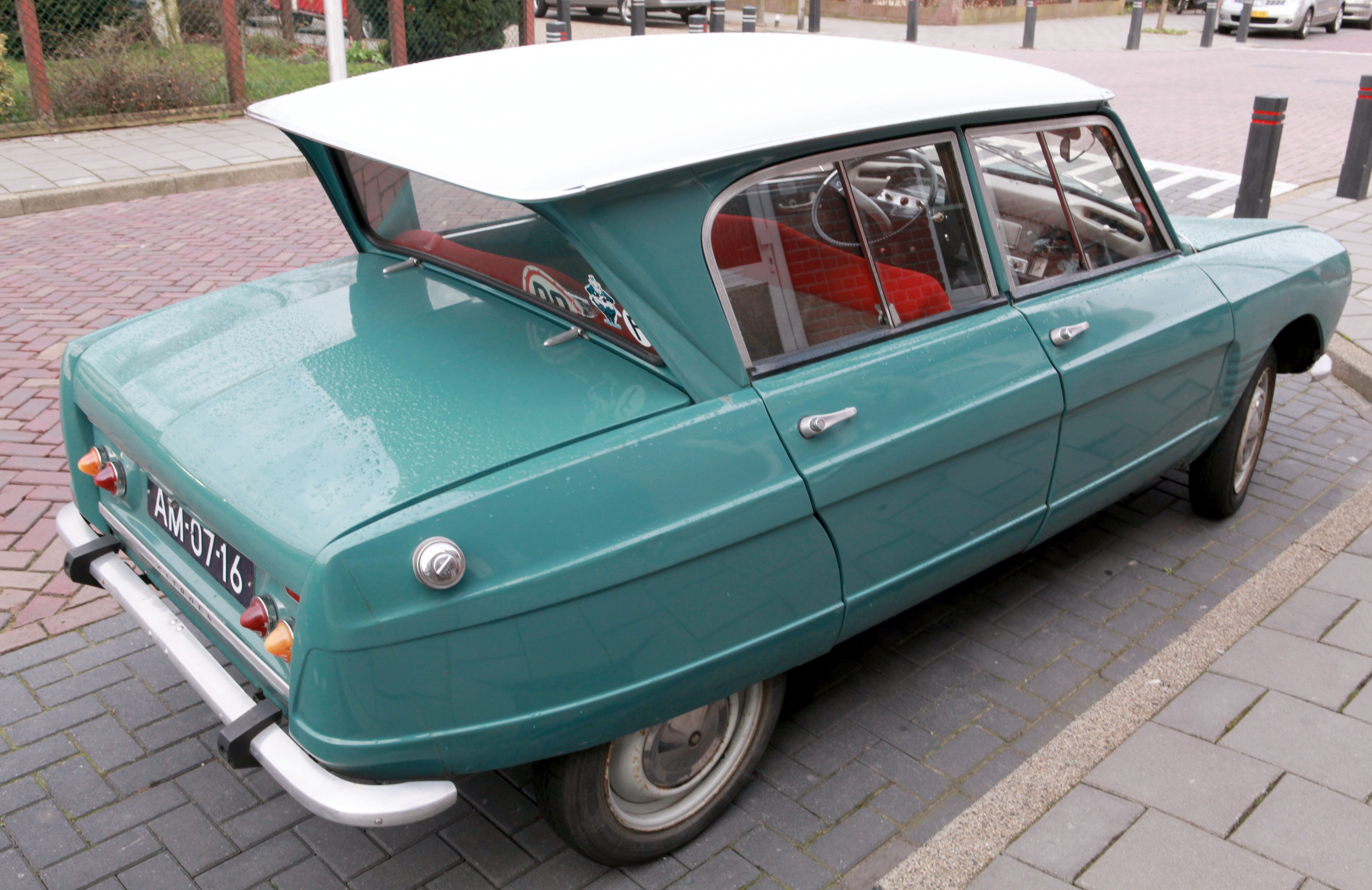
Citroën AMI 6

Ami 8 z let 1969-1978 měl upravenou přední kapotu s méně výrazným prohloubením a záď s obvyklým sklonem skla, vzhled kombi zůstal vzadu skoro beze změn.

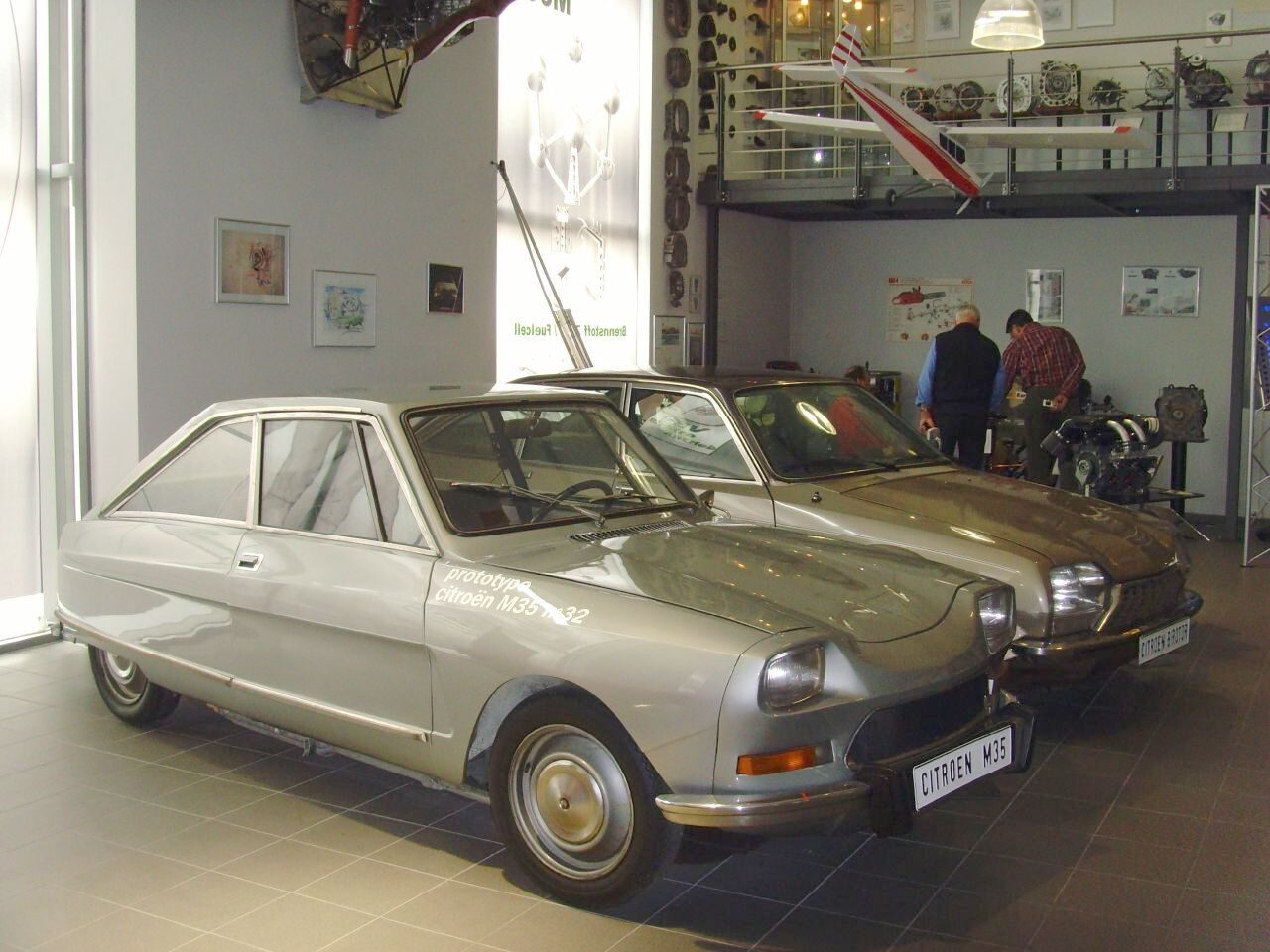
Citroën M35

V letech 1969–1971 vznikla malá série odvozených kupé Citroën M35 poháněná Wankelovým motorem pro ověření jednotky v provozu.
Ami 10, nazývaný také Ami Super, vyráběný v letech 1973–1976 poháněl vzduchem chlazený čtyřválec modelu Citroën GS objemu 1015 cm3. Dosahoval maximální rychlosti 140 km/h a průměrně spotřeboval 9,3 l/100 km.

## Obnova názvu

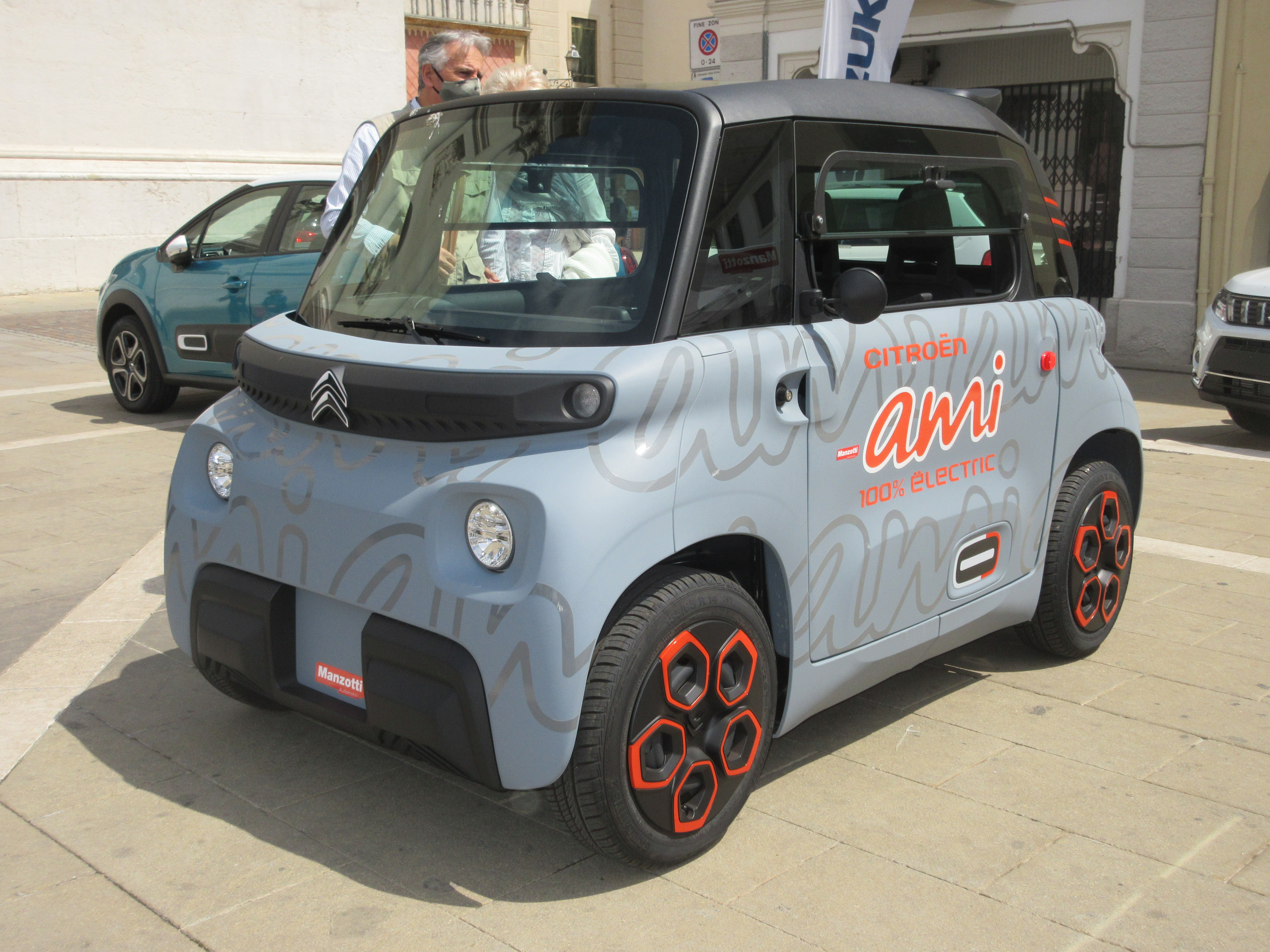
Citroën Ami 2020

Od roku 2020 se pod honosným názvem Citroën Ami prodává lehký dvoumístný elektrický quadrimobil (vozidlo kategorie L6e podle evropského nařízení č. 168/2013) podobný více 2CV. Vyráběn je spolu s dvojníky Opel ROCKS a Fiat Topolino závodem skupiny Stellantis v Maroku.